# (207763) Oberursel
(207763) Oberursel est un astéroïde de la ceinture principale.

## Description
(207763) Oberursel est un astéroïde de la ceinture principale. Il fut découvert le 6 octobre 2007 à Taunus par Rainer Kling et Ute Zimmer. Il présente une orbite caractérisée par un demi-grand axe de 3,01 UA, une excentricité de 0,13 et une inclinaison de 3,2° par rapport à l'écliptique.

## Compléments